# Passage (The Carpenters)
Passage è l'ottavo album in studio del duo musicale-canoro statunitense The Carpenters, pubblicato nel 1977.

## Tracce
Side 1
1. B'wana She No Home (Michael Franks) – 5:36
2. All You Get from Love Is a Love Song (Steve Eaton) – 3:47
3. I Just Fall in Love Again (Steve Dorff, Larry Herbstritt, Harry Lloyd, Gloria Sklerov) – 4:05
4. On the Balcony of the Casa Rosada/Don't Cry for Me Argentina (Andrew Lloyd Webber, Tim Rice) – 8:13

Side 2
1. Sweet, Sweet Smile (Juice Newton, Otha Young) – 3:02
2. Two Sides (Scott E. Davis) – 3:28
3. Man Smart, Woman Smarter (Norman Span) – 4:22
4. Calling Occupants of Interplanetary Craft (Terry Draper, John Woloschuk) – 7:06

## Formazione
- Richard Carpenter
- Karen Carpenter